# Jean Alexandre Durand de La Roque
Pour les articles homonymes, voir La Roque.
Jean Alexandre Durand La Roque, né le 30 août 1731 à Saint-Hippolyte-du-Fort (Gard), mort le 29 juillet 1816 à Saint-Hippolyte-du-Fort (Gard), est un général de division de la Révolution française.

## États de service
Il entre en service en 1745 comme lieutenant dans le régiment du Hainaut, il devient capitaine en 1755 et il est réformé en 1763.
Il est réadmis au service en 1765, et en 1778 il est nommé lieutenant-colonel au régiment de Bourgogne. Le 25 juillet 1790 il prend le commandement du régiment de Rouergue.
Il est promu maréchal de camp le 1er mars 1791, et au mois de mai 1792 il rejoint l’armée du Midi.
Il est nommé général de division le 15 mai 1793 à l’Armée des côtes de La Rochelle. Il est démis de ses fonctions le 3 novembre 1793.
Il est admis à la retraite le 5 octobre 1794.

## Sources
- (en) « Generals Who Served in the French Army during the Period 1789 - 1814: Eberle to Exelmans »
- (pl) « Napoléon.org.pl »